# Винник Тетяна Анатоліївна
Тетяна Анатоліївна Винник (нар. 11 квітня 1984 Ніжині на Чернігівщині) — громадська діячка, письменниця, журналістка, перекладачка з російської, англійської та болгарської мов.

## Життєпис
Закінчила філологічний факультет Ніжинського університету імені Миколи Гоголя. Паралельно здобула спеціальність «Журналістика» на факультеті суміжних професій. У 2006-му закінчила магістратуру Київського національного університету імені Тараса Шевченка (фах «Літературна творчість») та аспірантуру Київського національного університету імені Тараса Шевченка («Теорія літератури»).
Працювала журналістом на телерадіокомпанії «НТБ», редактором інформаційних новин ТРК «Радіо-Ера» ФМ, вела авторську передачу «Слово без кордонів» на Каналі духовного відродження «Культура», працювала Відповідальним секретарем Всеукраїнської приймальної комісії при НСПУ. У 2018 році викладала зарубіжну літературу у Міжнародному ліцеї МАУП. З 2010-го року й по сьогодні — головний редактор журналу для дітей «Крилаті».
Виховує сина Богдана Талалая від першого шлюбу з Леонідом Талалаєм.
З 2006 року — член Національної Спілки письменників України.
З 2013 року — член Літературно-мистецької та артистичної Академії (Болгарія).
З 2015 року — голова Громадської організації «Центр новітніх ініціатив та комунікації».
З 2016 року — член Правління Національної Спілки письменників України.
З 2017 року — член комісії Обласного конкурсу рукописів «Випуск книг місцевих авторів», що проводиться Департаментом інформаційної діяльності та комунікацій з громадськістю обласної державної адміністрації, а рамках Програми підтримки розвитку інформаційної та видавничої сфер Чернігівщини на 2016—2020 роки.
2017—2019 рр. — заступниця голови Творчого об'єднання дитячих письменників Київської організації Національної Спілки письменників України.
З 2018 року — член Національної спілки журналістів України.
2018 - 2019 рр. — Відповідальний секретар Національної спілки письменників України.
З 2019 року — керівник «Молодіжної платформи» Київської організації Національної спілки письменників України.
З 2019 року — член Асоціації українських письменників (АУП)
З 2019 року живе і працює в Ізраїлі.
З 2023 року проживає у Словаччині.

## Творчість
Автор поетичних збірок:
«Золотоноша» (2003),
«Гетсиманська молитва» (2005),
«Самоспалення дерева» (2008),
«Прокинусь живою» (2014),
«Смарагдова сукня» (2023)
Кіносценарію для дітей «Відлуння» (2010).
Повістей для дітей:
Відлуння нашої хати. — Чернівці: Букрек, 2015. — 72 с.
Космічна пригода Талалайка. -Чернівці: Букрек, 2020. — 84 с.
Добрик і його пригоди. — Київ: ВЦ «Академія», 2019. — 80 с.
Кришталевий птах. — Житомир: Видавець О. О. Євенюк, 2019. — 40 с.
Місто на вікні. — Київ: Видавництво Mamino, 2024. — 48 c.
Моя мама схожа на Саскію. — Чернівці: Букрек, 2023. — 95 с.
П'єси для дітей «Метелик і Свічка».
На її вірші Молодіжним театром «Мушля» створена вистава «Венера та інші (портрет автентичної жінки)», Режисер Сергій Архипчук, композитор Роман Коляда.
Казки та вірші для дітей друкувалися у журналах «Крилаті», «Колобочок», «Маленька фея та сім гномів», «Малятко», «Равлик», збірці фестивалю Азбукове королівство магів та янголів, збірці оповідань для дітей «Добро переможе зло» («Белкар-книга», 2014 р.), «Сніговірші для малят» (ВСЛ, 2018 р.), «Україна починається з тебе» («Фенікс», 2018 р.), «Вишиванка для сонечка» («ТАЛАНТ», 2018 р.).
Вірші Тетяни Винник перекладені англійською, болгарською, російською, французькою, грузинською, польською, вірменською, італійською та румунською, в'єтнамською мовами і звучали по радіо та на телебаченні.
Тетяна Винник переклала:
з болгарської — Дімчо Дебелянова, Христо Ботєва, Елку Няголову;
з російської — Марину Цвєтаєву, Анну Ахматову,
з англійської — Енн Секстон, Інґріт Йонкер, Сільвію Плат,
з білоруської — Аксану Спринчан.

## Громадська діяльність
Кураторка «Дитячого простору» на літературно-мистецькому фестивалі «Гоголівка» (Ніжин, 2012).
Кураторка благодійних акцій «Я в серці маю те, що не вмирає» (Ніжин, зібрання коштів для бійців АТО, 2014).
Кураторка фестивалю для дітей-сиріт, дітей із багатодітних родин, соціально уразливих категорій, обдарованих «Теплі долоні» (2013).
Співпрацює із благодійним Відеопроектом «З любов'ю до дітей». Організаторка благодійних акцій «Теплі долоні» та «Я поруч» — збір літератури для військовослужбовців та шкіл у зоні АТО (2015). Кураторка літературно-мистецького фестивалю «Територія Гоголівка. Перезавантаження», зокрема «Дитячого простору» (Ніжин, 2015).
Організатор Фестивалю актуальних сучасних мистецьких практик соціально уразливих та обдарованих дітей «Теплі долоні» (2016, 2017).
Організатор конкурсу «Світло Великодня» (Ніжин, 2017).
Організатор Міжнародного фестивалю інтеграції слова у сучасному арт-просторі «Литаври»/International Festival of integration of literature into modern art space «Lytavry» (2016, 2017).
Організатор та засновниця Чернігівської обласної літературної премії імені Лазаря Барановича (2017)
Модератор Фестивалю родинного читання «Словограй» (Ніжин, 2017)

## Відзнаки
- Повість для дітей «Добрик і його пригоди» увійшла у шорт-ліст творів, які відзначили експерти, книжкової премії «Еспресо. Вибір  читачів 2019».
- Лауреат «Корнійчуковської премії» (2018).
- ВІДЗНАКА ВСЕУКРАЇНСЬКОГО ЛІТЕРАТУРНОГО КОНКУРСУ ПРОЗÓВИХ УКРАЇНОМОВНИХ ВИДАНЬ «DNIPRO-BOOK-FEST» за книгу «Відлуння нашої хати» (2018).
- Всеукраїнська премія імені Леоніда Череватенка за поетичну книжку «Прокинусь живою» (2017).
- Всеукраїнське об'єднання «Країна» за предствленням військового комісара Ніжинського ОМВК Якущенка В. М. нагородило медаллю «За гідність i патріотизм», наказ № 20 від 27 лютого 2016 р.
- Переможець Всеукраїнського конкурсу «Краща книга України», заснованого Держкомтелерадіо, у номінації «Світ дитинства» за книгу «Відлуння нашої хати» (Чернівці, видавництво «Букрек», 2016).
- «Жінка року-2015» у номінації міського конкурсу «Краща жіноча ініціатива» м. Ніжина.
- Подяка за сумлінну працю в ім'я незалежної України, активну громадську діяльність, спрямовану на зростання ролі жінки в суспільстві, та на честь 17-річчя створення Ліги «Ділова жінка» (Ніжин, 2016).
- Диплом конкурсу «Метафора» (2015) за переклади Сільвії Плат.
- Премія імені М. Коцюбинського за поетичну книжку «Прокинусь живою» (2014).
- Нагорода від ректора економічного університету у місті Варна при Міжнародному фестивалі "Слов"янські обійми" (2014)
- Нагорода «Благодійник року» імені меценатів Тарновських-2014, приуроченому АТО (номінація «Благодійник року — кращий волонтер»).
- Лауреат поетичного турніру у Лондоні (2014).
- Лауреат «Корнійчуковської премії» (2013).
- Переможець конкурсів «Мандрівник часу» за казку для дітей «Пелюстка і струмок» (2012).
- Лауреат молодіжного конкурсу «Смолоскип» — ІІІ місце за роман для дітей «Пригоди безіменного пса» (2011).
- Дипломант конкурсу «Коронація слова» у номінаціях:
  - «Пісенна лірика про кохання» — за пісенний текст «Я випала з життя» (2010)
  - «П'єси» — за п'єсу для дітей «Метелик і свічка» (2010)
  - «Кіносценарії» — за кіносценарій для дітей «Відлуння» (2010).
- Переможець літературно-музикального конкурсу «Над морем и тяготеньем» (переклади Марини Цвєтаєвої, ІІ місце).
- Лауреат літературного конкурсу «Рукомесло» (І місце) за переклади американської поетки Сільвії Плат (2009).
- Премія «Благовіст» за поетичну збірку «Самоспалення дерева» (2009).
- Грант Президента України для творчої молоді (2008).
- Лауреат молодіжного конкурсу «Гранослов» (2007).
- Лауреат Міжнародної україно-німецької премії імені Олеся Гончара за збірку поезій «Гетсиманська молитва» (2003)[2].
- Переможець багатьох місцевих та обласних конкурсів для обдарованого юнацтва.
- Зі студентських років неодноразово нагороджена відзнаками від міського голови за вагомий внесок у розвиток культури та політики у місті Ніжині.